# CONCACAF
De Confederation of North, Central American and Caribbean Association Football (Concacaf), is de voetbalfederatie voor Noord-Amerika, Centraal-Amerika en de Caraïben. Ook de Zuid-Amerikaanse landen Guyana en Suriname, en het Franse overzeese departement Frans-Guyana zijn lid. In totaal zijn er 40 leden. De confederatie is gesticht in 1961 en heeft haar hoofdvestiging in Miami, Florida.
De confederatie is vergelijkbaar met de UEFA, haar Europese tegenhanger.

## Afvaardigingen naar het WK voetbal
CONCACAF heeft steeds meer landen die mogen afvaardigen op het WK voetbal:
- 1962 -  Mexico
- 1966 -  Mexico
- 1970 -  El Salvador,  Mexico (+ organisatie)
- 1974 -  Haïti
- 1978 -  Mexico
- 1982 -  El Salvador,  Honduras
- 1986 -  Canada,  Mexico (+ organisatie)
- 1990 -  Costa Rica,  Verenigde Staten
- 1994 -  Mexico,  Verenigde Staten (+ organisatie)
- 1998 -  Jamaica,  Mexico,  Verenigde Staten
- 2002 -  Costa Rica,  Mexico,  Verenigde Staten
- 2006 -  Costa Rica,  Mexico,  Trinidad en Tobago,  Verenigde Staten
- 2010 -  Honduras,  Mexico,  Verenigde Staten
- 2014 -  Costa Rica,  Honduras,  Mexico,  Verenigde Staten
- 2018 -  Costa Rica,  Mexico,  Panama
- 2022 -  Canada,  Costa Rica,  Mexico,  Verenigde Staten

## Landen
| Noord-Amerika (NAFU) - Canada - Mexico - Verenigde Staten Centraal-Amerika (UNCAF) - Belize - Costa Rica - El Salvador - Guatemala - Honduras - Nicaragua - Panama |  | Caraïbisch gebied (CFU) - Amerikaanse Maagdeneilanden - Anguilla - Antigua en Barbuda - Aruba - Bahama's - Barbados - Bermuda - Bonaire - Britse Maagdeneilanden - Kaaimaneilanden - Cuba - Curaçao - Dominica - Dominicaanse Republiek - Frans-Guyana - Grenada |  | - Guadeloupe - Guyana - Haïti - Jamaica - Martinique - Montserrat - Puerto Rico - Saint Lucia - Saint Kitts en Nevis - Sint-Maarten - Saint Vincent en de Grenadines - Sint Maarten - Suriname - Trinidad en Tobago - Turks- en Caicoseilanden |

## Wedstrijden
Landencompetities
- CONCACAF Gold Cup; tweejaarlijks toernooi voor landenteams.
- Caribbean Cup (Copa Cariben) voor de Caraïben; winnaar kwalificeert zich voor de CONCACAF Gold Cup.
- CONCACAF Gold Cup voor vrouwen, landentoernooi voor vrouwen vanaf 2000 (van 1991-1998 het CONCACAF Championship).

Voormalige landencompetities
- CONCACAF Championship (1963-1971)
- NAFC Championship / North American Nations Cup (1947, 1949, 1990, 1991)
- CCCF Championship (1941-1961)
- UNCAF Nations Cup voor Centraal-Amerika; winnaar kwalificeerde zich voor de CONCACAF Gold Cup.

Clubcompetities
- CONCACAF Champions Cup voor clubteams; equivalent van de UEFA Champions League.
- CONCACAF Central American Cup
- CONCACAF Caribbean Cup
- CONCACAF Caribbean Shield

Voormalige clubcompetities
- CONCACAF Cup Winners Cup / CONCACAF Giants Cup voor bekerwinnaars; overeenkomstig met de UEFA Cup Winners' Cup
- Copa Interclubes UNCAF voor Centraal-Amerika; 3 clubteams kwalificeerden zich voor Champions Cup.
- North American SuperLiga voor Noord-Amerika.
- CONCACAF League voor clubs uit Centraal-Amerika en de Caraïben; 1 clubteam kwalificeerde zich voor de CONCACAF Champions League
- CFU Club Championship voor de Caraïben; 3 clubteams kwalificeerden zich voor de CONCACAF Champions League.